# Halanonchus macrurus
Halanonchus macrurus är en rundmaskart som beskrevs av Nathan Augustus Cobb 1920. Halanonchus macrurus ingår i släktet Halanonchus och familjen Trefusiidae. Inga underarter finns listade i Catalogue of Life.